# Camp de Rugbi La Teixonera
Camp de Rugbi La Teixonera és una instal·lació esportiva situada al barri de La Teixonera de Barcelona, on la secció de rugbi del FC Barcelona juga a casa els partits de la Divisió d'Honor de Rugbi.
Forma part de les principals instal·lacions del complex esportiu Vall d'Hebron-Teixonera inaugurat l'any 2009, que inclou també camps de futbol i pàdel.